# سوني كينغ
سوني كينغ (بالإنجليزية: Larry Johnson)‏ هو مصارع محترف أمريكي، ولد في 1945 في نيو أورلينز في الولايات المتحدة.

## وصلات خارجية
- سوني كينغ على موقع WrestlingData.com (الإنجليزية)
- سوني كينغ على موقع CageMatch worker (الإنجليزية)
- سوني كينغ على موقع قاعدة بيانات المصارعة على الإنترنت (الإنجليزية)
- سوني كينغ على موقع عالم المصارعة على الإنترنت (الإنجليزية)
- سوني كينغ على موقع عالم المصارعة على الإنترنت (الإنجليزية)
- سوني كينغ على موقع IMDb (الإنجليزية)